# Meyathorybia
Meyathorybia là một chi bướm đêm thuộc phân họ Tortricinae của họ Tortricidae.

## Các loài
- Meyathorybia digitifera Razowski, 2003